# Биньикур
Биньику́р (фр. Bignicourt) — коммуна во Франции, находится в регионе Шампань — Арденны. Департамент коммуны — Арденны. Входит в состав кантона Жюнивиль. Округ коммуны — Ретель.
Код INSEE коммуны — 08066.
Коммуна расположена приблизительно в 165 км к востоку от Парижа, в 50 км севернее Шалон-ан-Шампани, в 50 км к юго-западу от Шарлевиль-Мезьера.

## Население
Население коммуны на 2008 год составляло 63 человека.
| 1962 | 1968 | 1975 | 1982 | 1990 | 1999 | 2008 |
| ---- | ---- | ---- | ---- | ---- | ---- | ---- |
| 103  | 88   | 78   | 74   | 73   | 64   | 63   |

## Администрация
| Период | Период | Фамилия        | Партия | Должность |
| ------ | ------ | -------------- | ------ | --------- |
| 1965   | 1977   | Жан Гоглен     |        |           |
| 1977   | 2008   | Жан-Мари Легро |        |           |
| 2008   |        | Филип Легро    |        |           |

## Экономика

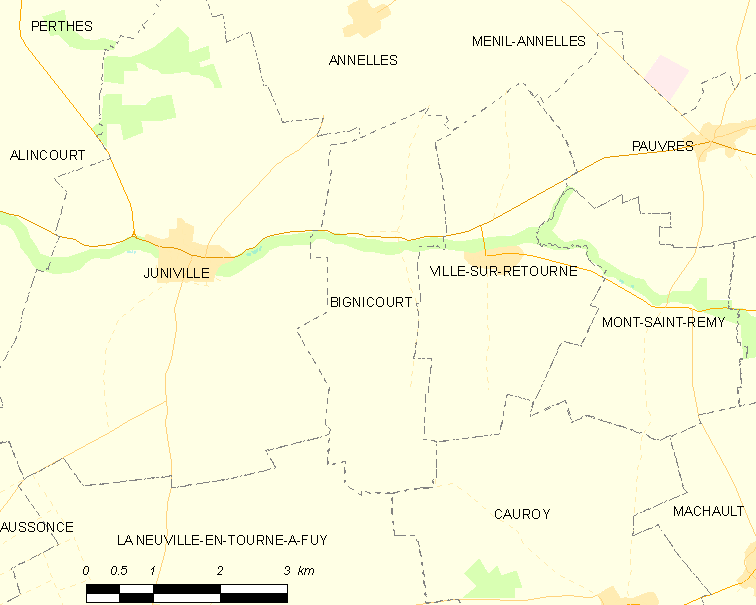
Карта коммуны

В 2007 году среди 35 человек в трудоспособном возрасте (15—64 лет) 28 были экономически активными, 7 — неактивными (показатель активности — 80,0 %, в 1999 году было 61,1 %). Из 28 активных работали 27 человек (14 мужчин и 13 женщин), безработной была 1 женщина. Среди 7 неактивных 3 человека были учениками или студентами, 3 — пенсионерами, 1 был неактивным по другим причинам.

## Достопримечательности
- Церковь Сен-Луи (XIX век)